# HMS Musketeer (G86)
HMS Musketeer (G86) là một tàu khu trục lớp M được Hải quân Hoàng gia Anh Quốc chế tạo vào cuối những năm 1930, và là chiếc tàu chiến thứ hai của Hải quân Hoàng gia mang cái tên này. Nó đã nhập biên chế và phục vụ trong suốt Chiến tranh Thế giới thứ hai, được cho ngừng hoạt động sau khi chiến tranh kết thúc, và bị bán để tháo dỡ vào ngày 3 tháng 9 năm 1955.

## Thiết kế và chế tạo
Musketeer được đặt hàng cho xưởng tàu của hãng Fairfield Shipbuilding and Engineering Company ở Govan, Scotland vào ngày 7 tháng 9 năm 1939 trong Dự toán Ngân sách Hải quân 1939, và được đặt lườn vào ngày 7 tháng 12 cùng năm. Nó được hạ thủy vào ngày 2 tháng 12 năm 1941 và hoàn tất vào ngày 18 tháng 9 năm 1942 với chi phí chế tạo nó là 462.543 Bảng Anh, không kể đến những trang bị như vũ khí và thiết bị liên lạc do Bộ Hải quân Anh cung cấp. Nó được cộng đồng cư dân của East Barnet, nay là một phần của Great London, đỡ đầu vào tháng 12 năm 1941.

## Lịch sử hoạt động
Musketeer nhập biên chế vào ngày 9 tháng 9 năm 1942 và gia nhập Hạm đội Nhà trong thành phần Chi hạm đội Khu trục 3, làm nhiệm vụ bảo vệ Bắc Hải và Khu vực Tiếp cận Tây Bắc. Vào tháng 11, nó chuyển sang làm nhiệm vụ cùng các Đoàn tàu Vận tải Bắc Cực đi Liên Xô, bảo vệ các tàu buôn vận chuyển hàng tiếp liệu sống còn sang Nga để chống lại Đức Quốc xã. Đây là vai trò mà chiếc tàu khu trục đã đảm nhiệm trong phần lớn thời gian chiến tranh, ngoại trừ một giai đoạn từ tháng 5 đến tháng 9 năm 1943, sau một đợt tái trang bị, nó lại phục vụ cùng Hạm đội Nhà bảo vệ Khu vực Tiếp cận phía Tây.
Vào ngày 27 tháng 9 năm 1943, Musketeer tham gia nhiệm vụ hỗ trợ cho Không quân Hoàng gia Anh để vô hiệu hóa thiết giáp hạm Đức Tirpitz, khi nó giúp vận chuyển nhân sự của không quân từ quần đảo Faroe đến Murmansk, vốn là căn cứ của các phi vụ trinh sát đến địa điểm thả neo của Tirpitz ở Altafjord, Na Uy. Các chuyến bay này được sử dụng để lập kế hoạch không kích nhắm vào chiếc tàu chiến đối phương. Vào ngày 25 tháng 2 năm 1944, Musketeer mắc tai nạn va chạm với chiếc tàu khu trục Ba Lan ORP Blyskawica, buộc phải tách khỏi nhiệm vụ hộ tống vận tải để được sửa chữa tại xưởng tàu của hãng Brigham and Cowan ở Hull. Việc sửa chữa hoàn tất vào cuối tháng 3 năm 1944, và sang đầu tháng 4, nó quay trở lại hoạt động cùng các Đoàn tàu Vận tải Bắc Cực.
Vào ngày 3 tháng 10 năm 1944, Musketeer được điều động sang phục vụ tại khu vực Đông Địa Trung Hải. Nó chủ yếu hoạt động tại biển Aegean, hỗ trợ việc tái chiếm các đảo do đối phương chiếm đóng, cũng như các tàu nhỏ thuộc Hải quân Mặt trận Giải phóng Quốc gia Hy Lạp, một phong trào kháng chiến của Đảng Cộng sản Hy Lạp. Sau khi Đức đầu hàng vào tháng 5 năm 1945, nó tiếp tục hoạt động tại Địa Trung Hải, hỗ trợ cho lực lượng trú đóng tại Trieste và Hy Lạp.
Musketeer được cho xuất biên chế sau đó, và bị bán để tháo dỡ vào ngày 3 tháng 9 năm 1955.